# Социјалистичка Федеративна Република Југославија
Социјалистичка Федеративна Република Југославија (скраћено СФР Југославија или СФРЈ), бивша је југословенска држава која је постојала од краја Другог светског рата, до рата почетком деведесетих година двадесетог века. Она је била социјалистичка држава која је обухватала територије данашњих независних држава Србије, Хрватске, Босне и Херцеговине, Северне Македоније, Словеније и Црне Горе.
Формирана је 10. августа 1945. године као наследница Краљевине Југославије под именом Демократска Федеративна Југославија. Дана 29. новембра 1945. године мења име у Федеративна Народна Република Југославија, док је 1963. године коначно променила име у Социјалистичка Федеративна Република Југославија. Главни град СФРЈ био је Београд. СФРЈ се граничила са Италијом на северозападу, Аустријом и Мађарском на северу, Румунијом на североистоку, Бугарском на истоку и Грчком и Албанијом на југу. Западни део републике је излазио на Јадранско море.
За разлику од осталих европских социјалистичких земаља, СФРЈ никада није била чланица Варшавског уговора, и одржавала је блиске везе са западним владама. СФРЈ је била оснивач и један од најважнијих чланова Покрета несврстаних. СФРЈ је била земља
самоуправног социјализма, са једнопартијским делегатским системом представљања, планском привредом и специфичним системом радничког самоуправљања.

## Називи државе
Социјалистичка Федеративна Република Југославија је неколико пута кроз своју историју мењала назив:
- од другог засједања АВНОЈ-а (29. новембар 1943) новопроглашени назив државе је Демократска Федеративна Југославија (скраћено ДФ Југославија или ДФЈ)
- када је званично укинута монархија и проглашена република декларацијом Уставотворне скупштине од 29. новембра 1945. новопроглашени званични назив државе је постао Федеративна Народна Република Југославија (скраћено ФНР Југославија или ФНРЈ)
- Уставом од 7. априла 1963. држава је променила назив у Социјалистичка Федеративна Република Југославија (скраћено СФР Југославија или СФРЈ)

У доба постојања комунистичке Југославије називали су је Нова Југославија, да би је разликовали од претходне, старе тј. Краљевине Југославије.

## Историја

### Краљевина Југославија
Краљевина Југославија је била држава на Балкану која је постојала од 1. децембра 1918. до Другог светског рата, која је позната као „Прва” или „Версајска” Југославија.
На челу краљевине се налазила династија Карађорђевића.

#### Други светски рат
Војни пуч 27. марта 1941. је извела завереничка група високих официра Југословенске војске збацивши с власти трочлано краљевско Намесништво и владу која је два дана раније, 25. марта 1941. потписала протокол у Бечу о приступању Краљевине Југославије Тројном пакту.

##### Априлски рат
Априлски рат (хрв. Travanjski rat, словен. Aprilska vojna) име је за немачку инвазију (кодног назива Директива 25) на Краљевину Југославију 6. априла 1941. Ова операција означава почетак Другог светског рата на територији Југославије.
Напад је извршен копненим путем, из више праваца. Немачке, италијанске и мађарске трупе продрле су на територију Југославије из правца Италије, Аустрије (тада већ у саставу Трећег рајха), Мађарске, Румуније, Бугарске и Албаније. Тешко је бомбардован Београд. У исто време отпочео је и немачки напад на Грчку под кодним називом операција Марита.
Рат је завршен 17. априла 1941. капитулацијом, окупацијом и поделом Југославије. Краљевска породица и поједини представници владе отишли су у егзил у Уједињено Краљевство.

##### Народноослободилачка борба (1941—1945)
Народноослободилачка борба (НОБ) или Народноослободилачки рат (НОР) појам је којим се означава борба југословенских народа, предвођених Комунистичком партијом Југославије, за ослобођење од фашистичке окупације током Другог светског рата. Обухвата временски период од јула 1941. до маја 1945. године, на целокупној територији Југославије. У историографији бивше СФРЈ ова борба се често називала Народноослободилачки рат и социјалистичка револуција.

##### Тршћанска криза
Италија се борила са силама Осовине у Другом светском рату. Када се фашистички режим срушио 1943. и Италија капитулирала, територија је окупирана од стране немачке војске, која је створила Оперативну зону Јадранског приморја.
Трст су 1. маја 1945. године заузеле 4. Југословенска армија, заједно са 9. словеначким корпусом ЈА. Идући дан немачка војска се предала новозеландској војсци.

### Демократска Федеративна Југославија (1943—1945)
Демократска Федеративна Југославија је реконституисана на конференцији АВНОЈ-а у Јајцу, (од 29. новембра до 4. децембра 1943), док су се преговори са Краљевском Владом у изгнанству наставили. 29. новембра 1945.
Одлукама Другог заседања АВНОЈ-а од 29. новембра 1943. године, постављени су принципи за оснивање федеративне државе југословенских народа после Другог светског рата, под вођством Комунистичке партије Југославије. Предвиђено је да Југославија буде федерација 6 република: СР Словенија, СР Хрватска, СР Босна и Херцеговина, СР Србија, СР Црна Гора и СР Македонија. Ова држава би правно заменила Краљевину Југославију, уз нека територијална проширења (Истра, Приморска).
Словеначка делегација, на чијем је челу био др. Јосип Видмар, предложила је да се Титу додели звање „Маршал Југославије”. Председништво АВНОЈ-а је на својој првој седници 30. новембра 1943. године једногласно прихватило овај предлог (одлука бр. 7).
Децембра 1943, Рузвелт, Черчил и Стаљин су одлучили да подрже партизане.
Дана 25. маја 1944, немачке падобранске трупе су напале Титов штаб у Дрвару, скоро га заробивши. Тито је отишао авионом у Италију и успоставио нови штаб на јадранском острву Вис. Након пребацивање своје подршке партизанима, Британија је радила на зближавању Тита и Петра. На ургирање Британије, Петар је одлучио да остане изван Југославије и у септембру је позвао све Југословене да пређу у партизане.
Демократска Федеративна Југославија (скраћено ДФЈ) је држава која је истовремено представљала последњи период Краљевине Југославије и први период социјалистичке Југославије.

### Федеративна Народна Република Југославија (1945—1963)
Дана 29. новембра у Београду одржано Прво заседање Уставотворне скупштине, на којем је прихваћена „Декларација о проглашењу Федеративне Народне Републике Југославије” (ФНРЈ). Овом одлуком Југославија је престала да буде монархија и постала федерална република.
Федеративна Народна Република Југославија је конституисана као социјалистичка земља током првог заседања скупштине у којој је Комунистичка партија Југославије била већина, а коју су чинили предратни посланици и чланови АВНОЈ-а.
Први председник послератне Југославије је био Иван Рибар, а председник Владе је био Јосип Броз Тито.

#### Београдски процес
Београдски процес је назив за суђење генералу Драгољубу Михаиловићу и групи од још двадесет тројице оптуженика из редова четника, владе у изгнанству и Недићевог режима за издају и ратне злочине. Званичан назив поступка је био „Суђење Драгољубу-Дражи Михаиловићу и осталим колаборационистима за издају и ратне злочине почињене на простору Југославије за време рата (1941—1945)”. Суђење је одржано у Београду, од 10. јуна до 15. јула 1946.

#### Просовјетски период
Југословенска влада је у савезу са Совјетским Савезом под Јосифом Стаљином рано у Хладном рату оборили два америчка авиона у југословенском ваздушном простору 9. и 19. августа 1946. Ово су била прва ваздушна обарања западних авиона током Хладног рата и изазвала дубоко неповерење у Тита у САД, па чак и позива на војну интервенцију против Југославије.
Први званични састанак новооснованог Информбироа се одржао у Београду у децембру 1947. За ову сврху саграђен је данашњи хотел Славија у центру града.

#### Резолуција Информбироа
Југославија је 1948. избачена из Информбироа због непристајања да прихвати совјетско вођство у социјалистичким државама. Ово искључење је, због тежњи према територији Југославије, навело Албанију да се сврста уз Совјетски Савез.
Пети конгрес КПЈ био је први конгрес југословенских комуниста одржан после Другог светског рата и преузимања власти, конгрес је дао политичку подршку ЦК КПЈ у „одбрани независности” Југославије. Одлука је донесена једногласно и тиме је „потврђено” јединство Партије. На Конгресу је усвојена и Резолуција о односу КПЈ према Информбироу, у којој је констатовано да су одлуке Информбироа нетачне и неправедне, али је наглашено да ЦК КПЈ треба да учини све да се сукоб превазиђе.
Најзначајнији је био преокрет у политици Југославије која се у тренутку све већег притиска Стаљина окреће западним силама за помоћ у наоружању. Тако је генерал Коча Поповић, који је тада био министар иностраних послова, склопио уговор о војној помоћи са владом САД, Британијом и Француском 14. новембра 1951. у Лондону.
На Шестом конгресу КПЈ одржаном од 2. до 7. новембра 1952. дошло је до реформских промена у партији. Донет је нови Статут по ком је партији промењен је назив у Савез комуниста Југославије (мкд. Сојуз на комунистите на Југославија; словен. Zveza komunistov Jugoslavije). Ојачана је независност основних партијских организација и нижих руководстава. Између осталог, на њему је осуђена блоковска подела света, агресивна политика и колонијализам. Подвргнута је критици Стаљинова ревизија комунизма, а похваљена Титова ревизија, а увођење самоуправљања је окарактерисано као преломан догађај у развитку социјалистичких друштвених односа.

#### Уставни закон 1953.
Уставни закон 13. јануара 1953. је донет као велики пакет измена Устава ФНР Југославије од 1946. године, са циљем увођења појма самоуправљања у уставну материју Југославије. Устав од 1946. године са овим изменама биће на снази до Устава СФР Југославије од 1963. године.
Године 1953, Тито је постао председник.
Најзначајнија промена у границама СФРЈ се десила 1954, када је суседна Слободна Територија Трста укинута Осимским споразумом. Југословенска Зона Б, која је покривала површину од 515,5 km2, је постала део СФРЈ. Зону Б је већ претходно окупирала Југословенска армија.

#### Помирење Москве и Београда
Након Стаљинове смрти 5. марта 1953. долази период који је праћен отопљавањем односа између Информбироа и Југославије.
Информбиро није више имао своју ранију функцију и постојао је само фиктивно.
Први корак ка помирењу је направљен од стране Никите Сергејевича Хрушчова, првим секретаром ЦК КПСС, који је заједно са Николајем Булгањином, председником владе Совјетског Савеза и Анастасом Микојаном, првим замеником Совјетске владе долетео у Београд 26. маја 1955. До састанка између совјетске и југословенске делегације је дошло на Топчидеру, у Дому Гарде.
Кинеско-совјетски раскол, је навело Албанију да се 1961. сврста уз Народну Републику Кину. Исте године Југославија је постала оснивач Покрета несврстаних, и уз земље попут Индонезије, је била једна од чланица које су се залагале за политику несупротстављања према САД. Југославија није као остале државе источне и средње Европе изабрала курс зависности од Совјетског Савеза, и није била члан Варшавског пакта нити НАТОа, што ју је чинило специфичном у односу на друге државе. Управо због тог баланса између истока и запада, уживала је високи углед у свету.

### Социјалистичка Федеративна Република Југославија (1963—1992)
Устав Југославије од 1963. године је познат под називом „повеља самоуправљања” зато што је самоуправни модел примењен у свим сферама и на свим нивоима друштвеног живота. Промењено је име државе у Социјалистичка Федеративна Република Југославија и она је дефинисана као „савезна држава добровољно уједињених и равноправних народа и социјалистичка демократска заједница заснована на власти радног народа и самоуправљања”. Територија Југославије „јединствена је и сачињавају је територије социјалистичких република.”
Уставом од 1963. Аутономна косовско-метохијска област проглашена је Аутономном покрајином Косово и Метохија. У развоју југословенског федерализма аутономне јединице, које су биле у саставу Србије, суштински гледано имале су исти положај, али је међу њима постојала одређена разлика (назив, различит број представника у Већу народа, АП Војводина је имала Врховни суд).
Уставом 1963. уместо дотадашња два већа Савезну скупштину је сачињавало пет већа. Поред Савезног већа уведена су и четири самоуправна већа: Привредно, Просветно-културно, Социјално-здравствено и Организационо-политичко.

#### Брионски пленум (1966)
Брионски пленум је назив за Четврту пленарну седницу Централног комитета Савеза комуниста Југославије (ЦК СКЈ), одржану 1. јула 1966. године у хотелу „Истра” на острву Брионима. На овој седници са свих државних и партијских функција смењен је Александар Ранковић Марко, дотадашњи потпредседник Социјалистичке Федеративне Републике Југославије и секретар Централног комитета Савеза комуниста Југославије — један од тројице најважнијих људи у земљи.
Едвард Кардељ је преузео улогу „другог човека” Југославије и најближег сарадника Јосипа Броза Тита.
Фактички је отворен процес мењања односа између савезне државе и република који је довео до темељног преображаја федерације. Југославија је изграђивана као „федерација равнотеже”. Монолитни друштвени и политички живот уступао је место „самоуправном федерализму”.

#### Студентске демонстрације, цестна афера, амандмани 1971, МАСПОК и смена либерала
Велике студентске демонстрације у Југославије биле су део таласа демонстрација који је 1968. захватио велики број земаља. Најпопуларнија парола је била „Доле црвена буржоазија”, „Извозимо људе као смрзнуту говедину!”
Седмога дана демонстрација Тито је преломио и у касним вечерњим часовима се обратио студентима посредством телевизије. У свом доста нервозном и импровизованом говору он је рекао „да је било неких неправилности” и да „нико није незаменљив, па ни ја!?”.
Даље у Словенији избија далекосежна „цестна афера” (1969). Незадовољство руководства Словеније настало је око расподеле и доделе средстава за изградњу и модернизацију саобраћајница -сматрали су да Словенија, као већ традиционално високоразвијени регион, добија од федерације премало, штавише од ње се подразумева увек одрицање у корист неразвијених република и покрајина. По први пут су јавно изнете оптужбе да је југословенски федерализам  кроз партијску хијерархију често само формалност, јер се, тврдило се, у име југословенства многе иницијативе на републичким или покрајинским нивоима унапред табуизирају и одбацују, те да се Словенији (и другим републикама) такође у име југословенства често намећу за њих неодговарајућа и пре свега неисплатива и прескупа решења и одлуке. 
Дана 30. јуна 1971. усвојени су уставни амандмани XX-XLII. Уведене су промене у институцијама федерације и поред председника републике установљено је Председништво СФРЈ као колективни шеф државе и носилац законодавне и политичке иницијативе. Јосип Броз Тито био је председник републике и председник Председништва СФРЈ. Знатно су измењени положај и улога СИВ-а и савезних органа управе. Органи федерације образовани су на бази паритета. Поред Југословенске народне армије, као оружана снага СФРЈ уведена је и територијална одбрана. То ће имати далекосежне последице приликом распада Југославије.
На врхунцу сукоба заговорника и противника уставних амандмана из 1971. године, на темељу процене да су реформе угрозиле идеолошки и политички монопол Партије, као и под притиском из иностранства (совјетске демонстрације војне силе на границама према Мађарској и Бугарској), стало се на страну партијских конзервативаца и подупро сламање национално-политичког покрета у СР Хрватској (Хрватско прољеће). Након обрачуна с хрватским руководством, уследила је смена либералних политичара у Србији, Словенији и Македонији.

#### Устав Југославије од1974. године
1974. је усвојен нови савезни устав који је дао више аутономије републикама и покрајинама, тако у основи испунивши захтеве Хрватског прољећа. Републике су добиле више права, смањене су овласти савезне државе. Једна од одредби устава истицала је територијални интегритет СФРЈ.
Године 1974. 16. маја Тито је проглашен за доживотног председника, а на Десетом конгресу СКЈ, од 27. до 30. маја, и доживотног председника Савеза комуниста Југославије.

#### После Титове смрти
После Титове смрти (1980), тензије између народа Југославије су порасле.
Од 1980. до 1991. године, власт Југославије је била колективна, сваке године је вођа био из различитог председништва једне од шест република некадашње Југославије.
Немири у Социјалистичкој Аутономној Покрајини Косово 1981. године подразумевају низ масовних протеста, почев од марта 1981, на којима су косметски Албанци захтевали да Косово постане седма република.
Парада 85 је био назив за прославу Дана победе 9. маја 1985. године која је организована у част четрдесетогодишњице победе над фашизмом. Централна свечаност је организована испред платоа Савезне скупштине СФРЈ у Београду. Том приликом је извршена смотра оружаних снага пред највишим државним званичницима на челу са председником Председништва Социјалистичке Федеративне Републике Југославије Веселином Ђурановићем. Ова парада је била последња парада на улицама Београда коју је извела Југословенска народна армија.
Меморандум САНУ је недовршени документ који је израдила Српска академија наука и уметности (САНУ) између 1985. и 1986. године, као стратешки програм српске интелигенције. Нацрт документа је објављен у јавности преко дневних новина Вечерње новости у два наставка 24. и 25. септембра 1986.

##### Антибирократска револуција
Антибирократска револуција је период српске историје који је отпочео 8. седницом Централног комитета Савеза комуниста Србије 1987. године, а завршио се почетком 1989.
8. август 1989. у Београду Скупштина СФРЈ усвојила амандмане на Устав из 1974. који су омогућили увођење вишепартијског система у СФРЈ.

#### Распад СФРЈ
Током 1991. и 1992. дошло је до распада СФРЈ који је изведен методом оружане сецесије уз подршку и помоћ страних држава. У случају Југославије није поштовано начело територијалне целовитости и њених међународно признатих граница. Супротно међународном праву, републичке границе, које никада нису правно утврђене и обележене, постале су границе суверених држава. Право народа на самоопредељење везано је за федералне јединице и оне су постале његови носиоци.

##### Одвајање Словеније, Хрватске, Македоније и Босне и Херцеговине
У јуну 1991. Словенија и Хрватска су одлучиле да прекину све везе са осталим републикама СФРЈ и постану независне државе, услед чега је дошло до кратког рата у Словенији. Срби из Хрватске нису хтели да напусте СФРЈ, па је хрватска полиција и паравојска напала српске области са намером да и њих отцепи од СФРЈ, а то је довело до рата у Хрватској (1991—1995) и губитка више од 20.000 живота и протеривања стотина хиљада Срба.
Република Македонија у септембру 1991. одржала је референдум о независности и почела са одвајањем од Југославије, али одлука о одвајању од СФРЈ у њој није довела до рата, него се она осамосталила мирним путем.
Коначно и у Босни и Херцеговини у марту 1992. већина је донела одлуку да се одвоји од СФРЈ, али у Босни и Херцеговини догодио се већи рат у коме је убијено скоро 100.000 лица, а завршен је Дејтонским миром (21. новембар 1995).

##### Стварање Савезне Републике Југославије
У време међународног признавања независности Словеније, Хрватске и Босне и Херцеговине, Србија и Црна Гора су одлучиле да наставе живот у заједничкој држави. Представници Србије и Црне Горе сачинили су Устав нове Савезне Републике Југославије, а преостали чланови Савезног већа Скупштине СФРЈ усвојили су тај устав и тако је 27. априла 1992. проглашена Савезна Република Југославија. Држава је дефинисана као суверена савезна држава заснована на равноправности грађана и равноправности република чланица. Савезну Републику Југославију сачињавале су Република Србија и Република Црна Гора.
Савезна Република Југославија 2003. реформисана је и преименована у Државну заједницу Србија и Црна Гора, а та држава је престала да постоји јуна 2006. године након референдума о независности Црне Горе.

## Географија
СФРЈ се у свом највећем делу налазила на Балкану. Једним делом, географски и климатски се сврстава и у медитеранске земље. Укупна дужина граница са околним земљама износи је око 2.969 километар, а дужина копнене границе (без границе на рекама и језерима) била је око 2.173 km. Укупне дужине граница са суседним земљама су износиле: Румунија 557 km, Бугарска 536 km, Грчка 262 km, Албанија 465 km, Мађарска 623 km, Аустрија 324 km и Италија 202 km.
Цела источна јадранска обала, (осим Албаније), у дужини од око 2092 km је била југословенска са великим бројем острва, од којих су највећа Крк, Црес и Брач. Највећа река која је текла кроз СФРЈ био је Дунав, који је кроз СФРЈ протицао у дужини од око 359 km, од његове укупне дужине од око 2.857 km, а најдужа река која је целом својом дужином од око 945 km протицала кроз СФРЈ била је Сава.
Североисточни део Југославије је био релативно раван (данас: Војводина), а остали делови државе су били углавном брдовити. Највиша планина у СФРЈ је била планина Триглав са својим највишим врхом од 2864 m (у СР СЛО данас Словенија).

## Социјалистичке републике и аутономне покрајине
СФРЈ је била састављена од шест република и на две аутономне покрајине, које су биле део СР Србије. Главни град је био Београд. СФРЈ су сачињавале следеће републике и покрајине:
| Име | Главни град               | Застава | Грб | Мапа |
| --- | ------------------------- | ------- | --- | --- |
| Социјалистичка Република Босна и Херцеговина                                                                           | Сарајево                  |         |     | СР Словенија СР Хрватска СР Босна и Херцеговина СР Црна Гора СР Македонија СР Србија САП Војводина САП Косово |
| Социјалистичка Република Македонија                                                                                    | Скопље                    |         |     | СР Словенија СР Хрватска СР Босна и Херцеговина СР Црна Гора СР Македонија СР Србија САП Војводина САП Косово |
| Социјалистичка Република Словенија                                                                                     | Љубљана                   |         |     | СР Словенија СР Хрватска СР Босна и Херцеговина СР Црна Гора СР Македонија СР Србија САП Војводина САП Косово |
| Социјалистичка Република Србија Социјалистичка Аутономна Покрајина Војводина Социјалистичка Аутономна Покрајина Косово | Београд Нови Сад Приштина |         |     | СР Словенија СР Хрватска СР Босна и Херцеговина СР Црна Гора СР Македонија СР Србија САП Војводина САП Косово |
| Социјалистичка Република Хрватска                                                                                      | Загреб                    |         |     | СР Словенија СР Хрватска СР Босна и Херцеговина СР Црна Гора СР Македонија СР Србија САП Војводина САП Косово |
| Социјалистичка Република Црна Гора                                                                                     | Титоград                  |         |     | СР Словенија СР Хрватска СР Босна и Херцеговина СР Црна Гора СР Македонија СР Србија САП Војводина САП Косово |

#### Територијална организација република
Пре 1955. године постојало је чак 338 срезова (укључени и градови), након тога Републичким је прописима њихов број смањен на 107 срезова. Број им се даље смањивао, крајем 1958. било их је 91. На дан 1. јануара 1960. било их је 75. Разлог смањењу биле су републичке одлуке, тако су у НР Црној Гори 1957. укинути сви срезови (котари), затим у Аутономној Косовско-метохијској области 31. децембра 1959. У Аутономној Покрајини Војводини у исто време задржано је само шест срезова (котара). Остатак срезова постепено је престао да постоји од 1963. до 1967. године.
- У Македонији, Словенији и Војводини — 1965.
- У Хрватској и Србији — 1967.

Срезове су убрзо 1974. замениле заједнице општина односно међуопштинске регионалне заједнице.

## Друштво и култура
Култура овог периода дала је нека од најеминентнијих имена српске уметности и науке, као што су:
- писци: Иво Андрић, Меша Селимовић, Бранко Ћопић, Десанка Максимовић, Мира Алечковић
- сликари: Ђорђе Андрејевић Кун, Петар Лубарда, Оља Ивањицки
- глумци: Мија Алексић, Миодраг Петровић Чкаља, Павле Вуисић, Мира Бањац, Зоран Радмиловић, Велимир — Бата Живојиновић, Љубиша Самарџић, Бранко Милићевић, Воја Брајовић, Александар Берчек
- музичари: Властимир Павловић Царевац, Љубица Марић, Лола Новаковић, Миња Субота, Здравко Чолић, Лепа Брена
- научници: Александар Белић, Миомир Вукобратовић и Павле Савић

### Филм
СФРЈ је развијала кинематографију почевши од 1950-их. Најзначајнији филмски студији били су Јадран филм у Загребу и Авала филм у Београду. Најславнији глумци били су Данило 'Бата' Стојковић, Љуба Тадић, Беким Фехмиу, Фабијан Шоваговић, Мустафа Надаревић, Бата Живојиновић, Борис Дворник, Љубиша Самарџић, Драган Николић и Раде Шербеџија, а најславније глумице Милена Дравић, Неда Арнерић, Мира Фурлан и Ена Беговић.
Први југославенски филм 1959. номинован за Оскара за најбољи филм на страноме језику, био је Цеста дуга годину дана, један од само шест филмова из СФРЈ којима је то успјело (остали су Девети круг, Три, Скупљачи перја, Битка на Неретви и Отац на службеном путу).
Најпопуларнији жанр је неко вријеме био партизански филм, као што су Валтер брани Сарајево, У гори расте зелен бор или Абецеда страха, међу којима су били и врло скупи филмови са међународним глумцима, као што је Сутјеска  у којој је Ричард Бертон глумио Тита, и Битка на Неретви у којој су глумили Орсон Велс и Јул Бринер. Међутим, такав се жанр с временом заситио те су се јављали другачији филмови о Другом свјетском рату, као што је контроверзна Окупација у 26 слика. 1980-их кинематографија СФРЈ је доживела малу ренесансу популарним комедијама Ко то тамо пева, Маратонци трче почасни круг и Балкански шпијун, у сва три која је глумио Данило Стојковић, као и примером из научнофантастичног жанра — Гости из галаксије — и првим дугометражним анимираним филмом, Чудесна шума. Такође, млади редитељ Емир Кустурица почео је снимати запажене филмове, међу којима су и Сјећаш ли се Доли Бел? те Отац на службеном путу, који је 1985. освојио Златну палму.

### Споменици Народноослободилачке борбе
Споменици посвећени Народноослободилачкој борби народа Југославије од 1941. до 1945. године постављани су широм Југославије у виду фигурално-уметничких дела, архитектонских објеката, спомен-маузолеја, скулптура, спомен-бисти, спомен-плоча, спомен-зграда, спомен-гробља и др. Према непотпуним подацима у Социјалистичкој Федеративној Републици Југославији подигнуто је око 15.000 споменика посвећених Народноослободилачком рату. Многи ови споменици срушени су или оштећени током распада СФРЈ деведесетих година.

### Омладина и спорт
Савез пионира Југославије је био званичан омладински покрет Југославије.
Штафета младости је палица која је ишла кроз целу СФР Југославију и сваког 25. маја додељивана је тадашњем југословенском председнику Јосипу Брозу Титу.
Спортско друштво Црвена звезда је основано је 4. марта 1945.
Југословенско спортско друштво Партизан је основано 4. октобра 1945.

### Празници
У Социјалистичкој Федеративној Републици Југославији постојала је уобичајена подјела на државне празнике, републичке празнике као и остале празнике значајније датуме, као и религијске празнике свих конфесија у СФРЈ. Државни (савезни) празници су били:
- 1. јануар — Нова година,
- 1. мај — Празник рада,
- 4. јули — Дан борца и
- 29. новембар — Дан Републике.

### Популарна култура
Партизански филм и стрип су део једног од најбитнијих аутохтоних жанрова популарне културе — партизанског — у периоду 1945—1990. у СФРЈ.
Новокомпонована народна музика је назив за жанр популарне музике који је настао и развијао се у периоду између шездесетих и деведесетих година 20. века, на темељима народног мелоса, у свим републикама бивше СФРЈ изузев Словеније.

## Привреда
Упркос заједничком почетку, привреда социјалистичке Југославије је била много другачија од привреда Совјетског Савеза и других источноевропских социјалистичких држава, посебно након југословенско-совјетског разлаза. Предузећа нису била државно, већ друштвено власништво и њима су управљали радници путем самоуправљања. Током Другог светског рата инфраструктура Југославије је била уништена. Чак су и најразвијенији делови државе били увелико рурални, а оно мало индустрије у држави је били углавном оштећено или уништено.
Са изузетком рецесије половином 1960-их, привреда државе је знатно напредовала. Незапосленост је била ниска, а образовни ниво радничке класе је полако растао. Због неутралности Југославије и водеће улоге у Покрету несврстаних, југословенска предузећа су извозила и на западна и на источна тржишта. Југословенске компаније су вршиле грађевинске радове у бројним великим инфраструктурним и индустријским пројектима у Африци, Европи и Азији.
Чињеница да је Југословенима било допуштено да слободно емигрирају од шездесетих је омогућило многима да нађу посао у западној Европи, углавном у Немачкој. Ово је допринело да незапосленост буде под контролом и такође је деловало као извор капитала и страних валута.
Током седамдесетих привреда је реорганизована према теорији Едварда Кардеља о удруженом раду, у којој је право на доношење одлука и расподели профита у друштвеним предузећима засновано на уложеном раду. Најмање основне организације удруженог рада су приближно одговарале малим предузећима или одељењима у великим компанијама. Оне су биле организоване у предузећа која су се организовала у композитне организације удруженог рада, које су могле бити велике компаније или чак целокупна грана индустрије на одређеној територији. Највише извршних одлука је остављено предузећима, тако да су оне могло наставити да се такмиче иако су биле део исте композитне организације. Именовање директора и стратешка политика композитне организације су у пракси, у зависности од своје величине и важности, често биле предмет политичких и личних уплива.
У циљу да се свим запосленима да исти удео у доношењу улога, основне организације удруженог рада су такође уведене у јавне сервисе, као што су здравство и образовање. Основне организације су обично биле састављене од не више од неколико десетина људи и имала су своје радничке савете, чији је пристанак био потребан за стратешке одлуке и именовање директора предузећа или јавних установа.
Државници СФРЈ су са представницима Европске економске заједнице потписали два трговинска споразума: Споразум о сарадњи и Протокол о трговини као и два финансијска протокола, а организовано је и девет састанка савета за сарадњу СФРЈ и ЕЕЗ на министарском нивоу.
Југословенски ратови, накнадни губитак тржишта, као и лоше управљање и/или нетранспарентна приватизација су донеле економске проблеме свим бившим југословенским републикама током деведесетих. Само је економски раст Словеније полако растао након почетног шока и кризе. Хрватске је 2003. достигла свој бруто-национални доходак из 1990.
Валута СФРЈ је био југословенски динар.

## Оружане снаге СФРЈ
Према доктрини Општенародне одбране (ОНО) и друштвене самозаштите (ДСЗ) и Уставу СФРЈ оружане снаге СФРЈ биле су сачињене од: Југословенске народне армије, Територијалне одбране, Цивилне заштите и позадинског обезбеђења ОС.
Као и Краљевина Југославија пре ње, и социјалистичка Југославија је задржала јаку војну силу. Југославија је незванично била сматрана силом „другог реда” у Европи, што је значило да је по војној сили била само иза традиционалне Велике тројке (Совјетски Савез, Француска и Уједињено Краљевство).
Југословенска народна армија је била главна организација војних снага. Састојала се из копнене војске, морнарице и ваздухопловства. Она је своје порекло углавном вукла од југословенских партизана из Другог светског рата.
Свака од шест република је имала своју територијалну одбрану, које су успостављене у оквиру доктрине „општенародног отпора”, као одговор на брутално окончање Прашког пролећа у Чехословачкој од стране Варшавског пакта.

## Политика
Дефинишући документ државе је био Устав Социјалистичке Федеративне Републике Југославији који је мењан 1963. и 1974]].
Комунистичка партија Југославије је победила на првим изборима и задржала је своју власт скоро до краја постојања државе. Касније јој је промењено име у Савез комуниста Југославије, а биле је састављена од индивидуалних партија из сваке конститутивне републике.
Главни политички вођа државе је био Јосип Броз Тито, али је било и других важних политичара, посебно након Титове смрти: видети списак политичара СФРЈ. Југославија је била део Групе 9, Покрета несврстаних, Организације за европску безбедност и сарадњу, Организације уједињених нација и других интернационалних организација.
Када су индивидуалне републике одржале вишестраначке изборе почетком деведесетих, комунистичке партије нису углавном успевале да победе на изборима.

## Спољна политика
СФРЈ је била члан оснивач Групе 15 на 9. конференцији несврстаних у Београду.

## Демографија
СФРЈ је одвојено признавала „народе” и „народности”; прве су чинили конститутивни јужнословенски народи, а друге остале словенске и несловенске етничке групе, укључујући Албанце и Мађаре.
Држава се састојала од шест република, са њиховим конститутивним народима:
- Словенија — Словенци
- Хрватска — Хрвати (и Срби до 1990.) (у којој су Мађари, Муслимани, Италијани и Јевреји били признате мањине — као и Срби од 1990.)
- Босна и Херцеговина — Срби, Хрвати, (Муслимани од 1974. и Југословени од 1990.)
- Србија — сви њени грађани
  - Војводина (лингвистичке групе): Србо-Хрвати, Мађари, Румуни, Словаци, Русини.
  - Косово и Метохија: Албанци, Србо-Хрвати,
- Црна Гора — сви њени грађани
- Македонија — Македонци

Редовни попис становништва 1941. године у Краљевини Југославији није извршен, а први ванредни попис становништва у социјалистичкој Југославији извршен је 1948. године. Према том попису у Југославији је било 15.772.098 становника, а две националне мањине биле су бројније од народа Црногораца.
| СФРЈ 1948. године.‍ | СФРЈ 1948. године.‍ | СФРЈ 1948. године.‍ | СФРЈ 1948. године.‍ | СФРЈ 1948. године.‍ |
| ------------------ | ------------------ | ------------------ | ------------------ | ------------------ |
|                    |                    |                    |                    |                    |
| Срби               | Срби               |                    | 6.547.117          | 41,5%              |
| Хрвати             | Хрвати             |                    | 3.784.353          | 24%                |
| Словенци           | Словенци           |                    | 1.415.432          | 9%                 |
| Македонци          | Македонци          |                    | 810.126            | 5,1%               |
| Муслимани          | Муслимани          |                    | 808.921            | 5,1%               |
| Албанци            | Албанци            |                    | 750.431            | 4,8%               |
| Мађари             | Мађари             |                    | 496.492            | 3,2%               |
| Остали             | Остали             |                    | 1.159.226          | 7,3%               |

Године 1961. током пописа становништва, грађани су имали могућност да се изјасне као Југословени. Од тада долазило је до постепеног повећања постотка становништва које се изјашњавало национално као Југословени, то јест привидно је растао проценат присталица Југославије. Део тих Југословена вероватно су били људи који нису желели да изразе своју етничку припадност, јер су били из мешаних бракова, или из других разлога. Број лица која су се изјаснила да су по националности Југословени највећи је био на попису 1981. године, када су чинили око 5,4% од укупно пописаних 22.424.711 становника СФРЈ.
| СФРЈ 1981. године.‍ | СФРЈ 1981. године.‍ | СФРЈ 1981. године.‍ | СФРЈ 1981. године.‍ | СФРЈ 1981. године.‍ |
| ------------------ | ------------------ | ------------------ | ------------------ | ------------------ |
|                    |                    |                    |                    |                    |
| Срби               | Срби               |                    | 8.140.452          | 36,3%              |
| Хрвати             | Хрвати             |                    | 4.428.005          | 19,8%              |
| Муслимани          | Муслимани          |                    | 1.999.957          | 8,9%               |
| Словенци           | Словенци           |                    | 1.753.554          | 7,8%               |
| Албанци            | Албанци            |                    | 1.730.364          | 7,7%               |
| Македонци          | Македонци          |                    | 1.339.729          | 6,0%               |
| Југословени        | Југословени        |                    | 1.219.045          | 5,4%               |
| Остали             | Остали             |                    | 1.813.605          | 8,1%               |

- Етнички састав СФРЈ према попису из 1981. године (приказ по општинама)
- Етнички састав СФРЈ према попису из 1981. године (приказ по месним заједницама)

Подаци са пописа одржаних 1971. и 1981.

### Језици
Званични језици су били македонски, српскохрватски и словеначки. Српскохрватски је био у службеној употреби у Социјалистичкој Републици Србији, Социјалистичкој Републици Хрватској, Социјалистичкој Републици Босни и Херцеговини и Социјалистичкој Републици Црној Гори. У Социјалистичкој Републици Македонији, службени језик је био македонски, а у Социјалистичкој Републици Словенији словеначки.
У оружаним снагама СФРЈ, службени језик је био српскохрватски.
Устав СФРЈ је гарантовао националним мањинама и етничким групама право на употребу језика и писма, па су у мешовитим срединама у службеној употреби били и други језици као на пример: мађарски, словачки, русински, румунски, бугарски, влашки, албански, турски, ромски, италијански, грчки, и други. У мешовитим срединама су на државним институцијама обавезно истицани натписи на већинским и мањинским језицима.

### Религија
Католичка црква за разлику од других комунистичких цркава (Чехословачке или Румуније) је очувала активну улогу у друштву. Године 1965. Југославија је потписала уговор са Ватиканом којим је гарантовано ауторитет Свете столице над верским питањима као и право католичких бискупа да одржавају контакт са Светом столицом.
Македонска православна црква настала је неканонским одвајањем од Српске православне цркве 17. јула 1967. године.
Званично религијско деловање и опредељивање није било забрањено законом о социјалистичком државном атеизму као у суседној Народној Социјалистичкој Републици Албанији. Свештена лица имала су право да се политички ангажују кроз чланство у Социјалистичком савезу радног народа Југославије (ССРНЈ). Законски су верске заједнице тј. удружења биле у обавези да се старају о материјалном стању свог свештенства и чланова својих удружења. Најбројнија верска заједница била је православна, званични назив Српске православне цркве у регистру верских удружења у СР Србији и Југославији био је Главни савез удруженог православног свештенства Југославије. Поред православља било је присутно католицизам, протестантизам, ислам, јудаизам и атеизам који је био заступљен кроз државну политику самоуправног социјализма и доминантном владавином Савеза комуниста Југославије.

### Републике и покрајине по површини и броју становника
Подаци са пописа из 1991. а површина република и покрајина из Статистичког годишњака Југославије 1991.
| Ранг | Република/покрајина | Површина | %     | Становништво | %     | Густина насељености |
| ---- | ------------------- | -------- | ----- | ------------ | ----- | ------------------- |
| 1    | Србија              | 88.361   | 33,2% | 9.791.475    | 41,6% | 110,8               |
| ---  | Ужа Србија          | 55.968   | 22,4% | 5.824.211    | 24,7% | 104                 |
| ---  | Војводина           | 21.506   | 8,6%  | 2.012.517    | 8,6%  | 93,6                |
| ---  | Косово и Метохија   | 10.887   | 4,3%  | 1.954.747    | 8,4%  | 179,5               |
| 2    | Хрватска            | 56.538   | 22,5% | 4.760.344    | 20,2% | 84,2                |
| 3    | Босна и Херцеговина | 51.129   | 20,4% | 4.364.574    | 18,6% | 85,4                |
| 4    | Македонија          | 25.713   | 10,3% | 2.033.964    | 8,6%  | 79,1                |
| 5    | Словенија           | 20.251   | 8,1%  | 1.962.606    | 8,3%  | 96,9                |
| 6    | Црна Гора           | 13.812   | 5,5%  | 615.267      | 2,6%  | 44,5                |
|      | СФР Југославија     | 255.804  | 100%  | 23.528.230   | 100%  | 92                  |

## Државни симболи
Хеј, Словени је била химна СФРЈ од 1945. до 1992. са верзијама на српско-хрватском, словеначком и македонском језику.
Грб бивше Социјалистичке Федеративне Републике Југославије представља шест бакљи окружених житом које горе заједно. Заједничка ватра шест бакљи представља братство и јединство шест република бивше Југославије: Босне и Херцеговине, Македоније, Србије, Словеније, Хрватске и Црне Горе. Датум на грбу је 29. новембар 1943. када се у Јајцу по други пут састао АВНОЈ. Тај датум је постао Дан Републике после Другог светског рата.
Застава СФРЈ базирана је на тробојци Краљевине Југославије и њеним пансловенским бојама, с тим што је грб Краљевине Југославије замењен петокраком звездом, као симболом комунизма, и померен на центар заставе.

## Занимљивости
- За Југославију се говорило да је земља седам суседних држава, шест република, пет народа, четири језика, три вере, два писма и једне партије.
- За Југославију се такође говорило да је окружена „бригама”. Ова реч се може саставити коришћењем првих слова имена суседних држава (Бугарска, Румунија, Италија, Грчка, Албанија, Мађарска и Аустрија).
- Југославија и Пољска су делиле исту мелодију за националну химну. Први њени стихови су написани 1834. под именом „Хеј, Словаци”, а отада је служила као химна пан-словенског покрета, химна Соколског покрета, као и химна Словачке током Другог светског рата, Југославије и Србије и Црне Горе. Такође се сматра другом, незваничном химном Словака. Мелодија је заснована на Мазурки Добровског, која је такође химна Пољске од 1926, али је овде много спорија и више наглашена.

## Извори и литература
- Миловановић, Михаило;  . (1985). Стат. год. Југосл., 32, 1985 (PDF). Београд: Савремена администрација.
- Миловановић, Михајило;  . (1991). Стат. год. Југосл., 38, 1991 (PDF). Београд: Савезни завод за статистику.
- Lah, Avguštin (1972). The Yugoslav Federation: What is It? : the Position of the Peoples and National Minorities of Yugoslavia in the self-managing Federation. Međunarodna Politika.
- Petranović, Branko (1980). Istorija Jugoslavije 1918—1978. Beograd: Nolit.
- Petranović, Branko (1988). Istorija Jugoslavije 1918—1988. 3. Beograd: Nolit. ISBN 9788619016605.
- Tulasiewicz, Jan Bruno (1971). Economic Growth and Development: A Case Study. Morris Print. Company.
- Altman, Gavro (1978). Yugoslavia: A Multinational Community. Jugoslovenska stvarnost.
- Hladczuk, John (1992). International Handbook of Reading Education. Greenwood Publishing Group. стр. 454—. ISBN 978-0-313-26253-1.
- Fahlbusch, Erwin; Bromiley, Geoffrey William (14. 2. 2008). The encyclopedia of Christianity, Volume 5 By Erwin Fahlbusch. Wm. B. Eerdmans. ISBN 9780802824172.
- Димић, Љубодраг (2001). Историја српске државности. 3. Нови Сад: Огранак САНУ.
- Dimić, Ljubodrag (2004). „Ideologija i kultura u Jugoslaviji 1945—1955: Vreme, ljudi, institucije, politika”. Jugoslavija v Hladni vojni. Ljubljana: Inštitut za novejšo zgodovino. стр. 449—486. ISBN 9789616386036.
- Dimić, Ljubodrag; Životić, Aleksandar (2012). Napukli monolit: Jugoslavija i svet 1942—1948. Beograd: Arhipelag, Službeni glasnik. ISBN 9788686933904. (Архипелаг, Љубодраг Димић)
- Богетић, Драган; Димић, Љубодраг (2013). Београдска конференција несврстаних земаља 1-6. септембра 1961.: Прилог историји Трећег света. Београд: Завод за уџбенике.
- Dimić, Ljubodrag (2014). Jugoslavija i Hladni rat: Ogledi o spoljnoj politici Josipa Broza Tita (1944—1974). Beograd: Arhipelag. ISBN 9788652301362.
- Byrnes, Timothy A. (2001). Transnational Catholicism in postcommunist Europe. Rowman & Littlefield. ISBN 978-0-7425-1179-8.
- Андрић, Александар (2015). Историја Срба од 1918. до 2012. Београд. ISBN 978-86-6289-051-1.
- Djilas, Aleksa (1991). The Contested Country: Yugoslav Unity and Communist Revolution, 1919—1953. Harvard University Press. ISBN 9780674166981.
- Radojević, Mira (2004). „O federalizaciji Jugoslavije 1945. godine”. Dijalog povjesničara-istoričara. 8. Zaklada Friedrich Naumann. стр. 203—218. ISBN 9789536922062.
- Džaja, Srećko M. (2002). Die politische Realität des Jugoslawismus (1918—1991): Mit besonderer Berücksichtigung Bosnien-Herzegowinas. München: R. Oldenbourg Verlag.
- Džaja, Srećko M. (2004). Politička realnost jugoslavenstva (1918—1991): S posebnim osvrtom na Bosnu i Hercegovinu. Sarajevo-Zagreb: Svjetlo riječi.
- Логос, Александар А. (2019). Историја Срба 1, Допуна 4; Историја Срба 5. Београд. ISBN 978-86-85117-46-6.[мртва веза]